# Milwaukee Bucks
Milwaukee Bucks američka profesionalna košarkaška momčad iz grad 
Milwaukee, Wisconsin. Momčad je osnovana u siječnju 1968.g., a već u listopadu iste godine momčad je odigrala svoju prvu NBA utakmicu protiv Chicago Bullsa.

## Povijest
Dana 17. svibnja 2018. Bucksi su najavili bivšeg pomoćnog trenera San Antonio Spursa i bivšeg glavnog trenera Atlanta Hawksa Mikea Budenholzera kao svog novog glavnog trenera. Dana 26. kolovoza 2018. nova Bucksova arena, Fiserv Forum, otvorena je za javnost.
U svojoj sezoni 2019./20., Bucksi su izborili mjesto u doigravanju nakon 56. utakmice regularne sezone momčadi, postavši tim koji je najbrže izborio mjesto u doigravanju mjereno brojem odigranih utakmica i kalendarskim datumom (23. veljače) od NBA lige promijenio je format doigravanja 1984.

## Vanjske poveznice
- (engl.) Milwaukee Bucks službene internet stranice